# I. e. 414
Évszázadok: i. e. 6. század – i. e. 5. század – i. e. 4. század
Évtizedek: i. e. 460-as évek – i. e. 450-es évek – i. e. 440-es évek – i. e. 430-as évek – i. e. 420-as évek – i. e. 410-es évek – i. e. 400-as évek – i. e. 390-es évek – i. e. 380-as évek – i. e. 370-es évek – i. e. 360-as évek
Évek: i. e. 419 – i. e. 418 – i. e. 417 – i. e. 416 –  i. e. 415 – i. e. 414 – i. e. 413 – i. e. 412 – i. e. 411 – i. e. 410 – i. e. 409

## Események

### Görögország
- Athén hadvezére, Nikiasz kérésére újabb 73 hajót küld Démoszthenész vezetésével Szicíliába, Szürakuszai ostromához.
- Míg az athéni flotta blokád alatt tartja Szürakuszai kikötőjét, a hadsereg a falakat ostromolja. Kezdeti sikerek után egy kaotikus éjszakai támadás következtében az ostromlók rendje felbomlik, a városvédők a spártai Gülipposz vezetésével sikeres ellentámadást intéznek ellenük, amelyben az egyik athéni vezér, Lamakhosz is elesik.

### Itália
- Rómában consuli jogkörű katonai tribunusok: Cnaeus Cornelius Cossus, Quintus Fabius Vibulanus Ambustus, Lucius Valerius Potitus és Publius Postumius Albinus Regillensis.

## Kultúra
- Bemutatják Arisztophanész A madarak c. komédiáját.

## Halálozások
- Lamakhosz, athéni hadvezér

## Fordítás
- Ez a szócikk részben vagy egészben  a(z)   414 BC című angol Wikipédia-szócikk ezen változatának fordításán alapul.  Az eredeti cikk szerkesztőit annak laptörténete sorolja fel. Ez a jelzés csupán a megfogalmazás eredetét és a szerzői jogokat jelzi, nem szolgál a cikkben szereplő információk forrásmegjelöléseként.